# Hugo Guffanti
Hugo Osvaldo Guffanti Pérez (La Plata, Argentina, 21 de diciembre de 1939-Madrid, 31 de agosto de 2018) más conocido como Hugo Guffanti es un bailarín clásico, primera figura del Ballet Nacional de Cuba, partenaire de Alicia Alonso; productor y difusor de espectáculos, primer director artístico y fundador de la Maison de la musique, caballero de la Orden de las Artes y las Letras de Francia (2004).
- Datos: Q17634340